# 한스 에른스트 카를 폰 치텐
한스 에른스트 카를 폰 치텐(Hans Ernst Karl, Graf von Zieten, 1770년 3월 5일 – 1848년 5월 3일)은 나폴레옹 전쟁에서, 특히 제7차 대프랑스 동맹에서 두각을 나타낸 프로이센 야전원수이다. 그는 워털루 전역의 리니 전투와 이시 전투를 포함한 여러 전투에 참전했다.

## 초기 생애
그는 브란덴부르크 변경백국의 데흐토브에서 태어났다. 그는 프리드리히 장군 한스 요아힘 폰 치텐과는 관련이 없다.
그는 당시 중장이자 후에 야전원수가 되는 프리드리히 아돌프 폰 칼크로이트 백작의 부관이 되었는데, 칼크로이트는 프로이센 군사사에서 의심스러운 명성을 얻었다. 그는 라인강 전역, 특히 카이저슬라우테른 전투 동안 그를 동반했으며 총 14년간 그와 함께 있었다. 1793년 12월 7일, 그는 육군 대위가 되었고, 1799년 11월 11일에는 서부 및 남부 프로이센 기병대 사찰의 사찰 부관이 되었으며, 1800년 6월 12일에는 소령으로 진급했다. 그 사이 1797년 1월 31일, 그는 1776년 1월 2일생인 룩셈부르크 가문 출신의 조세핀 클레멘타인 베를로 백작 부인과 결혼했다.

## 나폴레옹 전쟁

### 제4차 대프랑스 동맹
아우어슈테트 전투 후, 칼크로이트는 그를 보내 전사자 매장 및 부상자 대피를 위한 12시간 휴전을 루이 니콜라 다부와 협상하게 했으나, 다부는 이를 거부했다. 아일라우 전투 동안, 그는 제1 후사르(전진) 여단(뷔르템베르크 후사르 4개 대대, 푸질리어 대대 바케니츠, 반기마 포대)을 지휘했으며, 곧 지휘관으로서의 재능을 발휘할 기회를 찾았다. 1807년 5월 21일 프리틀란트 전투 후 중령으로 진급한 그는 레스토크 군단의 쾨니히스베르크로의 후퇴를 엄호해야 했으며, 그의 여단은 상당한 손실을 입었다. 라비아우에서 그는 17일에 다부의 추격 부대와 격렬한 전투를 벌였고, 이는 다시 한 번 큰 손실을 입혔으며 그의 부대의 심각한 결점을 드러냈다.
1809년 2월 18일, 그는 제1 실레시아 후사르 연대장이 되었고, 1809년 6월 1일 대령으로 진급했다. 당시 그는 샤른호르스트에게 매우 유능하고 추천받는 장교(특히 레스토크로부터)로 평가받았고, 이 때문에 그는 특진했다. 그러나 1810년 3월 10일 그가 "보병 부대에 배속된 병사들을 위해" 발행한 지시는 그가 아직 현대 군사 개념에 완전히 부합하지 않음을 드러냈는데, 이는 그가 산병 훈련에 대한 이해가 제한적이었기 때문이다. 육군 재편성 동안, 그는 또한 샤른호르스트 의장 아래 기병 훈련 규정 초안 작성을 위한 위원회에 파견되었다.

### 제6차 대프랑스 동맹
1809년 12월 12일, 그는 상부 실레시아 기병 여단 임시 지휘를 맡았고, 1813년 3월 30일 소장이 되었다. 그의 여단은 블뤼허 군단에 속했으며, 뤼첸 전투에서 뛰어난 역할을 수행하며 크라인괴르셴 점령을 위해 다양한 성공을 거두며 싸웠다. 헤센홈부르크의 레오폴트 공작은 그의 옆에서 쓰러졌는데, 그는 그를 위험에서 구하려 했지만 실패했다. 5월 26일의 빛나는 기병 하이나우 전투에서 그는 매우 성공적인 군사적 업적을 달성했다.
블뤼허로부터 지휘를 위임받은 그는 프랑스 메종 장군의 부대를 매복으로 유인하여, 바우드만스도르프의 방앗간에서 공격 신호로 불을 지펴 적절한 순간에 막대한 손실을 입혔다. 이는 바우첸에서 리크니츠로 후퇴하던 프로이센-러시아 연합군에게 큰 도움이 되었으며, 플레스비츠 휴전이 체결되기 직전에 연합군의 위신을 크게 높여 병사들의 사기를 진작시켰다. 하이나우에서의 기습은 치텐에게 철십자 1급 훈장을 안겨주었다.
휴전이 끝난 후, 치텐은 주력군에서 제2 클라이스트 군단에 속한 제11 여단의 지휘관으로 복무했다. 8월 26일과 27일의 드레스덴 전투에서 그는 슈트렐렌을 점령한 후 그로세 가르텐에서 어느 정도 성공을 거두며 싸웠다. 그는 쿨름에서 클라이스트 군단의 후방을 엄호하고, 글라스휘테에서 생시르 원수와 활발한 산병전을 벌이고, 악화된 도로 상황으로 인한 지속적이고 어려운 전투 속에서 놀렌도르프 뒤의 융페른발트 남쪽 가장자리를 점령하여 도로를 막음으로써 결정적인 기여를 했다.
전투 후 그는 선봉으로 남았다. 그는 라이프치히 전투 전의 소규모 전투에 적극적으로 참여했으며, 결정적인 전투 직전인 10월 16일(바카우)에 그의 여단과 함께 오스트리아 클레나우 장군의 군단에 배속되어 클레나우 군단과 비트겐슈테인 군단의 연결을 확보했다. 18일, 그는 축셀하우젠의 성공적인 방어 후 바클레이 드 톨리의 명령으로 슈퇴테리츠를 점령하려는 여러 번의 시도를 했으나 실패했다. 나중에 그는 그의 대포에 의해 불타버린 프로프스트하이다 마을을 점령했다.
이어지는 겨울 프랑스 땅에서의 전역에서, 1813년 12월 8일부터 중장이 된 치텐은 블뤼허 군대의 클라이스트 군단에 속했으며, 새로 편성된 부대(주로 실레시아인)와 함께 결정적인 순간마다 반복적으로 작전에 참여했다. 특히 1814년 2월 14일 보샹 전투에서는 전날 마르몽을 프로망티에르로 격퇴한 후 나폴레옹 자신에게 보샹에서 포위되어, 그의 여단을 거의 고갈시키는 막대한 손실을 입었음에도 불구하고 매우 용감하고 신중한 저항 끝에 주력군으로 후퇴해야 했다.
3월 9일 랑에서, 요르크와 클라이스트 군단의 기병대(30개 대대) 선두에서 그는 습한 지형을 통해 대규모 야간 측면 기동을 brilliantly 수행하여 완전한 승리를 이끌었다. 치텐의 부대는 랑 전투에서 포획된 45문의 대포와 131대의 보급 마차 대부분을 확보했다. 제1차 파리 전투 후, 그는 클라이스트를 대신하여 제2군단 지휘를 맡았다.

### 제7차 대프랑스 동맹

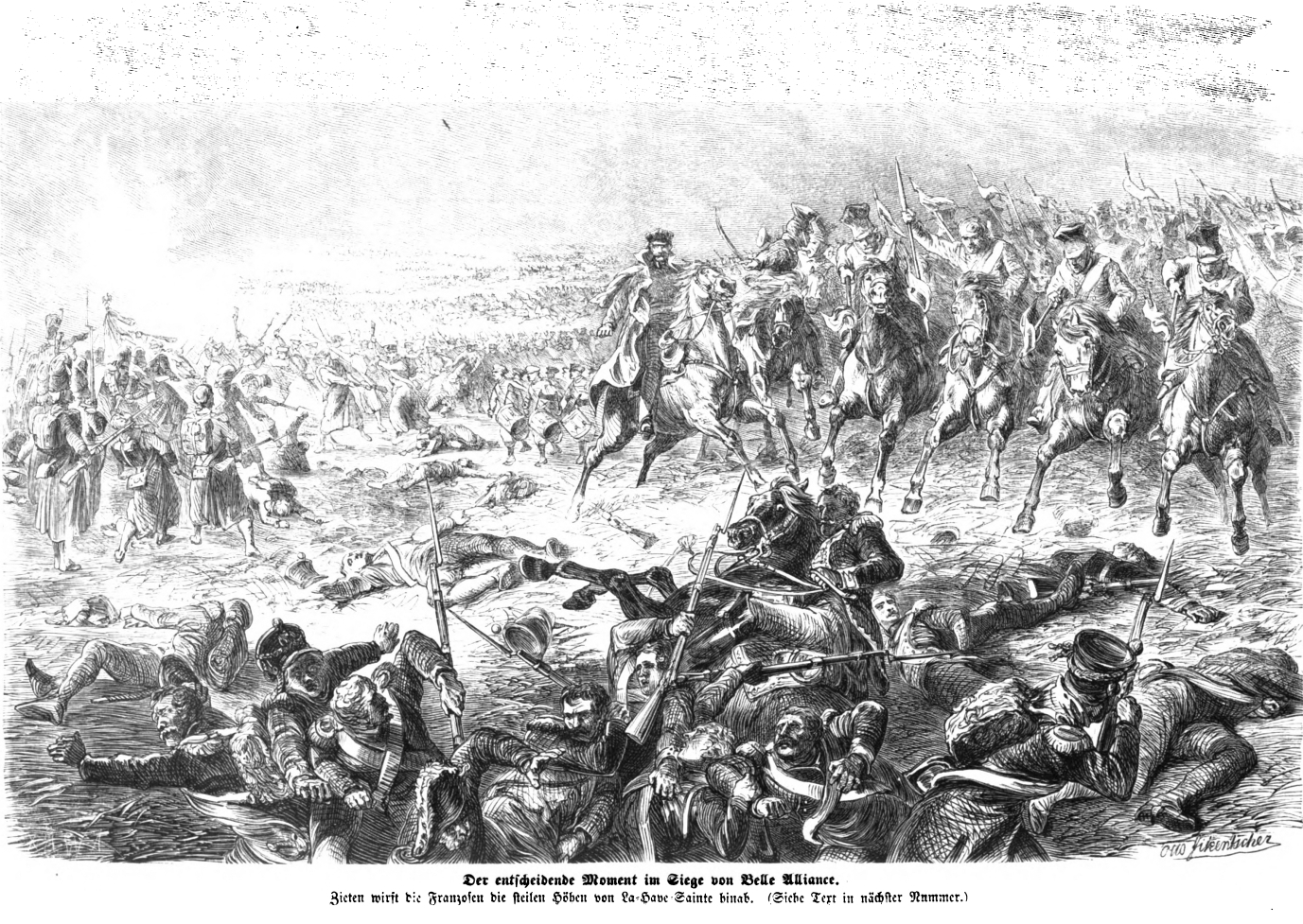
워털루에서의 치텐, 캡션: "워털루 승리의 결정적인 순간. 치텐이 라 에 생트의 가파른 고지에서 프랑스군을 격파한다."

1815년의 워털루 전역 동안, 중장 폰 치텐은 프로이센 제1군단을 지휘했다. 이 군단은 6월 15일 프랑스군에 대항하여 저지 작전을 펼쳤고, 다음 날인 6월 16일 리니 전투에서 프랑스군과 격렬하게 교전했으며, 이틀 후인 6월 18일에는 워털루 전투에서도 다시 교전했다.
7월 1일, 치텐의 제1군단은 파리 성벽 바로 밖에서 벌어진 이시 전투에 참가했다. 7월 7일 전역이 끝날 때, 그의 군단은 파리에 처음으로 진입한 주요 연합군이라는 영광을 얻었다.

## 만년
프로이센의 프리드리히 빌헬름 3세 국왕은 1817년 9월 3일 치텐에게 그라프, 즉 백작 칭호를 수여했다. 69세가 되던 1839년 9월 9일, 그는 야전원수로 진급했다. 치텐은 밤브룬에서 사망했다.

## 군사 기록
상대방 국기에 대한 범례
| 프랑스 제1제국 (1804–1814; 1815) |

결과에 대한 범례
     유리한 결과
     불리한 결과
     불확실한 결과
| 날짜       | 분쟁                | 작전                  | 상대방 | 유형 | 국가           | 계급 | 결과        |
| ---------- | ------------------- | --------------------- | ------ | ---- | -------------- | ---- | ----------- |
| 1793/11/28 | 제1차 대프랑스 동맹 | 카이저슬라우테른 전투 | 프랑스 | 전투 | 신성 로마 제국 | 중위 | 승리        |
| 1806/10/14 | 제4차 대프랑스 동맹 | 아우어슈테트 전투     | 프랑스 | 전투 | 프로이센 왕국  | 대위 | 패배        |
| 1807/2/7   | 제4차 대프랑스 동맹 | 아일라우 전투         | 프랑스 | 전투 | 프로이센 왕국  | 중령 | 패배        |
| 1813/5/2   | 제6차 대프랑스 동맹 | 뤼첸 전투             | 프랑스 | 전투 | 프로이센 왕국  | 소장 | 패배        |
| 1813/5/26  | 제6차 대프랑스 동맹 | 하이나우 전투         | 프랑스 | 전투 | 프로이센 왕국  | 소장 | 승리        |
| 1813/8/26  | 제6차 대프랑스 동맹 | 드레스덴 전투         | 프랑스 | 전투 | 작센 왕국      | 소장 | 패배        |
| 1813/8/29  | 제6차 대프랑스 동맹 | 쿨름 전투             | 프랑스 | 전투 | 보헤미아 왕국  | 소장 | 승리        |
| 1813/10/16 | 제6차 대프랑스 동맹 | 라이프치히 전투       | 프랑스 | 전투 | 작센 왕국      | 소장 | 결정적 승리 |
| 1814/2/14  | 제6차 대프랑스 동맹 | 보샹 전투             | 프랑스 | 전투 | 프랑스 제1제국 | 중장 | 패배        |
| 1814/3/9   | 제6차 대프랑스 동맹 | 랑 전투               | 프랑스 | 전투 | 프랑스 제1제국 | 중장 | 승리        |
| 1815/6/16  | 제7차 대프랑스 동맹 | 리니 전투             | 프랑스 | 전투 | 네덜란드 왕국  | 중장 | 패배        |
| 1815/6/18  | 제7차 대프랑스 동맹 | 워털루 전투           | 프랑스 | 전투 | 네덜란드 왕국  | 중장 | 결정적 승리 |
| 1815/7/2   | 제7차 대프랑스 동맹 | 이시 전투             | 프랑스 | 전투 | 프랑스 제1제국 | 중장 | 승리        |